# Leptopsammia formosa
Leptopsammia formosa är en korallart som först beskrevs av Gravier 1915.  Leptopsammia formosa ingår i släktet Leptopsammia och familjen Dendrophylliidae. Inga underarter finns listade i Catalogue of Life.